# Cantonul Dampierre
Cantonul Dampierre este un canton din arondismentul Dole, departamentul Jura, regiunea Franche-Comté, Franța.

## Comune
- La Barre
- La Bretenière
- Courtefontaine
- Dampierre (reședință)
- Étrepigney
- Évans
- Fraisans
- Monteplain
- Orchamps
- Our
- Plumont
- Ranchot
- Rans
- Salans